# Frank Deschandol
Frank Deschandol,  né le 20 décembre 1971 à Sainte-Adresse, est un photographe français spécialisé dans la photographie animalière.

## Biographie
Installé en Normandie, il se concentre sur la recherche de « spécimens particulièrement remarquables à photographier afin de les démystifier » et voyage pour les photographier dans leur milieu naturel. D'abord des oiseaux, puis des reptiles, des araignées et des insectes, se spécialisant de manière durable dans la pratique de la macrophotographie. Il a récemment photographié une rainette méridionale bleue dans le Périgord, dont la couleur, due à une mutation, est très rare.
Son travail a été récompensé à plusieurs reprises dans de grands concours internationaux comme au Museum d'Histoire naturelle de Londres en 2020, avec le Wildlife Photographer of the Year, catégorie invertébrés,.

## Récompenses
- En 2023 Frank remporte le prix "Other Animals" au concours China Wildlife Image and Video Competition avec la même image présentant deux guêpes, déjà primée en 2020 à Londres[7]. A cette occasion, il obtient également l'"Excellence Award" dans la catégorie "Plants and Fungi Group" avec une photo de charançon zombi, elle aussi remarquée en Angleterre en 2019.
- En 2020, Frank Deschandol remporte le prix du Wildlife Photographer of the Year dans la catégorie invertébrés[8] pour une photo prise en 2019 dans l'estuaire de la Seine. Les jurés ont préféré son travail car il « a réussi à obtenir une photo parfaitement nette de deux insectes minuscules », une chrysididae, familièrement appelée "guêpe coucou" (elle mesure moins de 6mm) et une ammophile des sables, en plein vol vers le nid de l'ammophile[9].
- En 2019 à Londres, il remporte une "mention honorable", toujours lors du prix du Wildlife Photographer of the Year, dans deux catégories[10] : sa photo de plusieurs abeilles solitaires au repos, posées sur un seul et même brin de blé au Maroc, est "Highly Commended" dans la catégorie "Behaviour: Invertebrates"[11]. Une autre photo primée dans la catégorie "Plants and Fungi" est la photo d'un charançon "zombi"[12] photographié au Pérou en 2013 : Frank Deschandol a expliqué qu'il s'agissait d'un « insecte colonisé par un parasite ». « Le parasite prend le contrôle de son hôte et force l'insecte à grimper dans les arbres afin de répandre ses spores grâce aux trois branches qui sortent de l'abdomen du charançon ».

## Publications et expositions
En 2025, il publie LIVES, qui recense dix ans de son travail.
Les photos primées par le Museum d'Histoire naturelle de Londres sont publiées dans un livre chaque année et font l'objet d'une exposition internationale dans des musées d'Histoire naturelle, notamment à Bourges pour la France.
De juin à septembre 2021, Frank participe à l'opération "Le Havre, escale australienne" et expose 26 photos de son travail en Australie au Havre. L'exposition est intitulée : Rencontres dans l'Ouest australien.
En septembre 2021, Frank est invité d'honneur du festival de photo animalière Spot Nature, aux Jardins suspendus (Le Havre).
Une exposition a été organisée sur son travail et celui de son collègue Philippe Sabine, au Havre en 2013 : Safari urbain.
Frank Deschandol est co-auteur du guide touristique Apprenez à observer la faune de Normandie publié aux éditions Tétras en 2007. Il a également signé l'ouvrage L'Estuaire de la Seine, milieux naturels, faune et flore, avec son père Alain, paru aux Éditions des Falaises en 2003.
Frank Deschandol est distribué par l'agence Biosphoto depuis le milieu des années 90.